# Satoshi Nakayama
Satoshi Nakayama (中山 悟志 Nakayama Satoshi?, nacido el 7 de noviembre de 1981 en Miyazaki, Miyazaki) es un exfutbolista japonés. Jugaba de delantero y su último club fue el FC Ryukyu de Japón.

## Trayectoria

### Clubes
| Club                 | País  | Año         |
| -------------------- | ----- | ----------- |
| Gamba Osaka          | Japón | 2000 - 2007 |
| Nagoya Grampus Eight | Japón | 2005        |
| Roasso Kumamoto      | Japón | 2008 - 2009 |
| Mito HollyHock       | Japón | 2010        |
| V-Varen Nagasaki     | Japón | 2011 - 2013 |
| FC Ryukyu            | Japón | 2013 - 2015 |

## Estadística de carrera

### J. League
| Club                 | Año   | J. League | J. League | Copa J. League | Copa J. League | Total | Total |
| Club                 | Año   | Part.     | Goles     | Part.          | Goles          | Part. | Goles |
| -------------------- | ----- | --------- | --------- | -------------- | -------------- | ----- | ----- |
| Gamba Osaka          | 2000  | 0         | 0         | 0              | 0              | 0     | 0     |
| Gamba Osaka          | 2001  | 3         | 0         | 0              | 0              | 3     | 0     |
| Gamba Osaka          | 2002  | 12        | 2         | 0              | 0              | 12    | 2     |
| Gamba Osaka          | 2003  | 22        | 3         | 4              | 1              | 26    | 4     |
| Gamba Osaka          | 2004  | 22        | 3         | 5              | 1              | 27    | 4     |
| Gamba Osaka          | 2005  | 0         | 0         | 0              | 0              | 0     | 0     |
| Nagoya Grampus Eight | 2005  | 14        | 0         | 2              | 2              | 16    | 2     |
| Gamba Osaka          | 2006  | 22        | 2         | 1              | 0              | 23    | 2     |
| Gamba Osaka          | 2007  | 5         | 0         | 3              | 0              | 8     | 0     |
| Roasso Kumamoto      | 2008  | 36        | 5         | -              | -              | 36    | 5     |
| Roasso Kumamoto      | 2009  | 20        | 4         | -              | -              | 20    | 4     |
| Mito HollyHock       | 2010  | 17        | 1         | -              | -              | 17    | 1     |
| V-Varen Nagasaki     | 2013  | 0         | 0         | -              | -              | 0     | 0     |
| FC Ryukyu            | 2014  | 32        | 5         | -              | -              | 32    | 5     |
| FC Ryukyu            | 2015  | 35        | 6         | -              | -              | 35    | 6     |
| Total                | Total | 240       | 31        | 15             | 4              | 255   | 35    |

## Palmarés

### Títulos nacionales
| Título         | Club        | País  | Año  |
| -------------- | ----------- | ----- | ---- |
| Copa J. League | Gamba Osaka | Japón | 2007 |